# Ришеље (Квебек)
Ришеље (фр. Richelieu) је град у Канади у покрајини Квебек. Према резултатима пописа 2011. у граду је живело 5.467 становника.

## Становништво
Према резултатима пописа становништва из 2011. у граду је живело 5.467 становника, што је за 5,0% више у односу на попис из 2006. када је регистровано 5.208 житеља.
| 2006. | 2011. |
| ----- | ----- |
| 5.208 | 5.467 |